# Дамат Мехмед Ферид-паша
Дама́д Фери́д-паша́ (тур. Damad Ferid Paşa, 1853 — 6 октября 1923) — государственный деятель Османской империи, дважды занимал пост великого визиря. Благодаря браку с полнородной сестрой Мехмеда VI носил титул «дамад».

## Биография

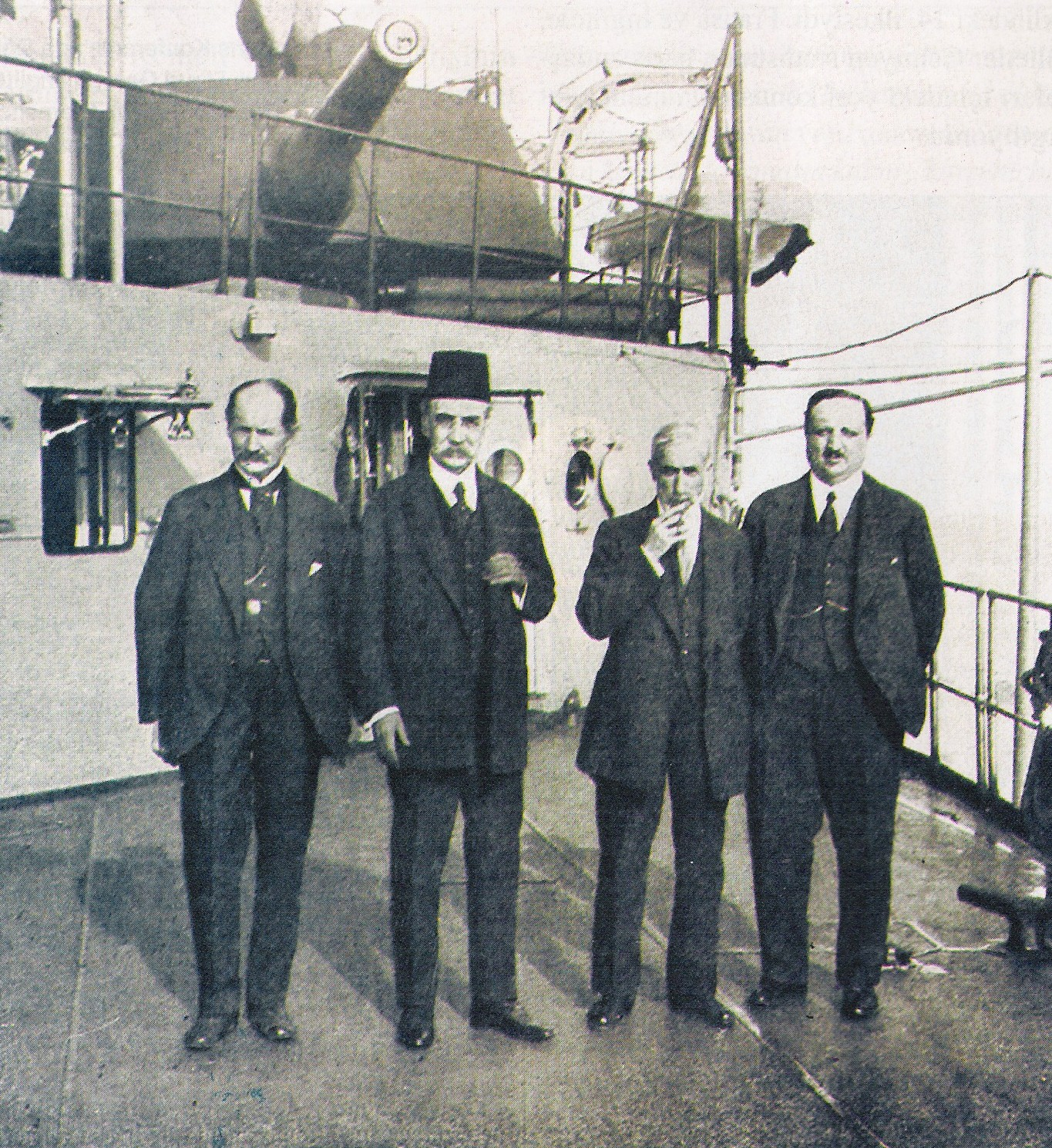
Подписанты Севрского договора
(Мехмед Ферид-паша — второй слева)

Родился в 1853 году в Стамбуле. Его отцом был Сейид Хасан Иззет-эфенди, член Государственного совета Османской империи (Шура-йы Девлет) и губернатор Бейрута и Сидона. Семья Мехмеда происходила из черногорской деревни Пошаси.
Мехмед Ферид занимал различные административные должности в Османской империи, а затем пошёл на дипломатическое поприще, служил при посольствах в Берлине, Париже, Петербурге и Лондоне. В 1886 году он женился на Медихе-султан — дочери султана Абдул-Меджида и полнородной сестре Мехмеда VI. В 1884 году он, подобно отцу, стал членом Шура-йы Девлет, а вскоре стал визирем. При султане Абдул-Хамиде II отказался от поста посла в Лондоне и вновь появился на политической сцене лишь в 1908 году, в качестве члена верхней палаты Османского парламента.
1 июля 1919 года, Мехмед Ферид официально признался в массовых убийствах против армян и был ключевой фигурой и инициатором суда над военными преступниками, проведенного непосредственно после Первой мировой войны с целью осуждения на смерть главных виновников Геноцида армян.
Его первое пребывание в должности великого визиря совпало с оккупацией Измира греческой армией и последующим бурным периодом. 30 сентября 1919 года он был отправлен в отставку, но после двух неудачных попыток сформировать дееспособное правительство с другими великими визирями султан был вынужден призвать его вновь. 5 апреля 1920 года Мехмед Ферид вновь стал великим визирем, и до своей новой отставки 17 октября 1920 года сформировал два кабинета.
Его второе пребывание в должности совпало с закрытием Османского парламента под давлением англо-французских оккупационных сил. Вместе с тремя другими высшими представителями Османской империи Мехмед Ферид был одним из подписантов Севрского мирного договора, что сделало его весьма непопулярной фигурой среди турецких националистов, после победы которых в войне за независимость Турции он был вынужден бежать в Европу.
Мехмед Ферид скончался в Ницце (Франция) в 1923 году. Его прах был перевезён в Сидон.